# Godfred 5. af Anjou
Godfred 5. (24. august 1113 - 7. september 1151), kaldet den Smukke (fransk: le Bel) og Plantagenet, var greve af Anjou, Touraine og Maine gennem sin arv fra 1129, og også hertug af Normandiet gennem erobring fra 1144. I hans ægteskab med Matilde af England, datter og arving efter Henrik 1. af England, fødtes sønnen, Henrik, der besteg den engelske trone som kong Henrik 2. (1154–1189) og var den første konge af Huset Plantagenet, der regerede over England. Navnet "Plantagenet" kom fra Godfreds tilnavn. Godfreds forfædres domæne Anjou gav anledning til navnet angevin bliver brugt til at betegne tre konger af England (Henrik 2., hans søn og arving, og Henriks sønner Richard og Johan), og det der er blevet kendt som Det Angevinske Rige i det 12. århundrede.

## Biografi

### Tidlige liv
Godfred var den ældste søn af Fulko 5. af Anjou og Ermengarde af Maine. Godfred fik sit tilnavn Plantagnet fra den gule kvist fra planteslægten visse (Genista). Genêt er det franske navn for planta Genista, eller visse, han bar i sin hat.:9 :1  Krønikeskriveren Johan af Marmoutier beskrev Godfred som smuk, rødhåret, jovial og en stor kriger. Efter at have hørt godt om Godfreds talenter og dygtighed sendte Kong Henrik 1. af England kongelige legater til Anjou for at forhandle om et ægteskab mellem Godfred og sin egen datter Matilde. Samtykke blev opnået fra begge parter, og den 10. juni 1128 blev den femten år gamle Godfred slået til ridder i Rouen af kong Henrik i forberedelse til brylluppet.

### Ægteskab
Godfred og Matildes ægteskab fandt sted i 1128. Ægteskabet var beregnet til at forsegle en fred mellem England og Normandiet på den ene side og Anjou på den anden side. Hun var elleve år ældre end Godfred, og meget stolt af sin status som kejserinde, en titel hun forsatte med at bruge efter sin hendes første ægtemand Henrik 5., den tysk-romerske kejser, i modsætning til blot at være en grevinde). Deres ægteskab var stormfuldt med hyppige lange adskillelser, men hun fødte ham tre sønner og overlevede ham.:14–18 

### Greve af Anjou
Året efter ægteskabet rejste Godfreds far til Jerusalem (hvor han skulle være konge) og efterlod Godfred tilbage som greve af Anjou.
Da hans svigerfar Kong Henrik 1. af England døde i 1135, støttede Godfred Matilde ved at gå ind i Normandiet med en hær for at kræve hendes arv. Grænseområderne underlagde sig hende, men England valgte hendes fætter Stefan af Blois til konge, og Normandiet fulgte hurtigt efter. Året efter gav Godfred Ambrieres, Gorron og Chatilon-sur-Colmont til Juhel de Mayenne, under forudsætning af at han ville hjælpe med til at sikre Godfreds hustrus arv.
I 1139 landede Matilde i England med 140 riddere, hvor hun blev belejret på Arundel Castle af kong Stefan. Under "Anarkiet", der fulgte efter, blev Stefan taget til fange ved Lincoln i februar 1141 og fængslet i Bristol. Et legatråd med repræsentanter fra den engelske kirke blev afholdt i Winchester i april 1141, og det erklærede Stefan for afsat og udråbte Matilde "Englændernes Frue" (Lady of the English).
I løbet af 1142 og 1143 sikrede Godfred al Normandiet vest og syd for Seinen, og den 14. januar 1144 krydsede han Seinen og indtog Rouen. Han overtog titlen som hertug af Normandiet i sommeren 1144. I 1144 grundlagde han et augustinerpriorat ved Château-l'Hermitage i Anjou. Godfred holdt hertugdømmet indtil 1149, hvor han og Matilde i fællesskab gav det til deres søn Henrik, og afståelsen blev formelt ratificeret af Kong Ludvig 7. af Frankrig året efter.
Godfred slog også tre oprør fra baronerne i Anjou ned i 1129, 1135 og 1145–1151. Han var ofte i strid med sin yngre bror, Elias 2., greve af Maine, som han fik fængslet, indtil Elias døde i 1151. Truslen om oprør bremsede hans fremskridt i Normandiet, og var en af grundene til, at han ikke kunne gribe ind i England. Godfred døde senere samme år, kun 38 år gammel, og Henrik indtog sin fars plads som leder af Huset Plantagenet. I 1153 bestemte Wallingford-traktaten, at Stefan skulle forblive konge af England resten af sit liv, og at Henrik, Godfreds og Matildes søn skulle efterfølge ham, og derved begyndte Plantagenet æraen i England.

### Død
Godfred døde pludselig den 7. september 1151. Ifølge Johan af Marmoutier var Godfred på vej tilbage fra et kongeligt rådsmøde, da han blev ramt af feber. Han ankom til Château-du-Loir, kollapsede på en sofa, lavede testamenteringer af gaver og velgørenhed og døde. Hans hustru og sønner overlevede ham. Han blev begravet i katedralen i Le Mans, Frankrig, og Henrik efterfulgte ham som hertug af Normandiet.

## Eftermæle

### Børn
Godfreds og Matildes børn var:
1. Henrik 2., konge af England (1133–1189), efterfulgte sin far som leder af Huset Plantagenet, fik 8 børn med Eleonora af Aquitanien.
2. Godfred af Nantes (1. juni 1134 Rouen - 26. juli 1158 Nantes) død ugifte og blev begravet i Nantes
3. Vilhelm af Anjou (1136–1164) død ugift

Godfred havde også illegitime børn med en ukendt elskerinde (eller elskerinder): Hamelin, der giftede sig med Isabel de Warenne, 4. grevinde af Surrey; Emma, der giftede sig med Dafydd Ab Owain Gwynedd, prins af Nordwales; og Marie, der blev en nonne og abbedissen af Shaftesbury, og som muligvis var digteren Marie de France .

### Tidlig heraldik
En emalje gravudsmykning (begravelses plakette) bestilt af hans enke til at dekorere Godfred af Anjous grav er et af de tidligste eksempler på europæisk heraldik. Jean de Marmentier, en krønikeskriver fra slutningen af det 12. århundrede, beskrev, at Henrik 1. af England i 1128 slog sin svigersøn Godfred til ridder og gav ham et emblem med gyldne løver. En gylden løve kan allerede have været Henriks eget emblem, og forskellige løvemotiver kom senere til at blive brugt af mange af hans efterkommere. Emalje gravudsmykningen viser Godfred med et blåt skjold med gyldne løver, tilsyneladende det samme motiv, der senere blev brugt af et barnebarn af Godfred, William Longespee, 3. jarl af Salisbury (et uægte barn af Henrik 2.). Ud over at være en af de første autentiske repræsentationer af et våbenskjold ifølge den britiske historiker Jim Bradbury "er det et muligt bevis for den tidlige anvendelse af det, der blev de engelske kongers våbenskjold".

## Eksterne links
- Godfred 5. af Anjou på Find a Grave (engelsk)